# Joana Marques Vidal
Maria Joana Raposo Marques Vidal, kurz meist Joana Marques Vidal (* 31. Dezember 1955 in Santa Cruz, Coimbra; † 9. Juli 2024), war eine portugiesische Juristin und von 2012 bis 2018 Generalstaatsanwältin Portugals.

## Werdegang
Vidal wurde am 31. Dezember 1955 als viertes von sechs Kindern der Eltern José Alberto de Almeida Marques Vidal und Maria Joana Lobo de Portugal Sanches de Morais Ribeiro Raposo geboren. Ihr Vater arbeitete als Leiter der Portugiesischen Kriminalpolizei (Polícia Judiciária). Nach Abschluss ihrer Schulausbildung, begann Vidal das Studium der Rechtswissenschaften an der Universität Lissabon, das sie im Juli 1978 abschloss.
Anschließend, im Oktober 1979, begann sie für die portugiesische Staatsanwaltschaft in Coimbra zu arbeiten. 1980 versetzte sie das Justizministerium zur Staatsanwaltschaft des Amtsbezirks (Comarca) Vila Viçosa, später war sie für die Staatsanwaltschaften in den Amtsbezirken Seixal und Cascais tätig. Während ihrer Tätigkeit in Cascais saß sie als erste Vorsitzender dem Ausschuss für den Schutz Minderjähriger vor. Im Januar 1994 wurde Vidal zur Staatsanwältin befördert und in den Amtsbezirk Lissabon versetzt. Dort arbeitete sie unter anderem an den Gerichten für Familie, Minderjährige, Kleinkriminelle, am Strafgericht sowie am Tribunal da Boa-Hora. Nach der Schaffung des Gerichts für Familie und Minderjährige (Tribunal de Família e Menores de Lisboa) koordinierte sie dort die Staatsanwaltschaft.
Von Januar 1999 bis 2002 übte Vidal die Tätigkeit einer Beisitzerin des Rats der nationalen Staatsanwaltschaft (Conselho Superior do Ministério Público) aus, von 2002 bis 2004 war sie stellvertretende Leiterin des Zentrum für rechtswissenschaftliche Studien (Centro de Estudos Judiciários). Im Juli 2004 ernannte sie die Regierung zur stellvertretenden Generalstaatsanwältin, wobei sie bereits im November 2004 als juristische Prüferin zum Staatsminister für die Azoren wechselte. Gleichzeitig war sie Vertreterin der Staatsanwaltschaft bei der Abteilung für die Azoren des nationalen Rechnungshofes.

## Amtszeit als erste weibliche Generalstaatsanwältin
Am 12. Oktober 2012 ernannten die Regierung und Staatspräsident Cavaco Silva sie zur neuen Generalstaatsanwältin Portugals mit einer Amtszeit von sechs Jahren. Sie folgte damit Fernando José Pinto Monteiro und war die erste Frau, die dieses Amt ausübte. In ihrer sechsjährigen Amtszeit klagte Vidal zahlreiche bekannte Politiker – wie den ehemaligen sozialistischen Premierminister José Sócrates – und andere Mitglieder der portugiesischen Oberschicht wegen Korruption und Nepotismus an; insbesondere zivilgesellschaftliche Kritiker lobten die Generalstaatsanwältin für die „Furchtlosigkeit“ gegenüber der Politik. Unter anderem klagte sie auch den ehemaligen Vizepräsidenten Angolas und Chef des angolanischen, staatlichen Ölproduzenten Sonangol an, Manuel Domingos Vicente, wegen Geldwäsche- und Bestechungsvorwürfen an. Bereits die Ermittlungen gegen Vicente führten zu diplomatischen Konflikten zwischen Portugal und Angola.
International vertrat Vidal ihr Land mehrfach, etwa beim iberoamerikanischen Symposium zur Rauschgiftkriminalität am 31. Mai 2016 in Buenos Aires, oder in Kuba, beim 13. internationalen wissenschaftlichen Treffen zum Strafrecht.
Anfang des Jahres 2018 wurde bekannt, dass die sozialistische Minderheitsregierung unter António Costa entschied, das im Oktober 2018 auslaufende Mandat nicht um sechs weitere Jahre zu verlängern. Präsident Marcelo Rebelo de Sousa, Opposition, Medien und zivilgesellschaftliche Akteure kritisierten die Regierung, insbesondere Justizministerin Francisca Van Dunem, wegen dieser Entscheidung. Kritiker sehen hierfür vor allem politische Gründe, da Angola einer der wichtigen Exportmärkte Portugals ist und der jüngst gewählte angolanische Präsident João Lourenço die Ermittlung Vidals kritisiert hatte. Die sozialistische Regierung hatte zunächst behauptet, dass die Verfassung nur eine einmalige Amtszeit von sechs Jahren vorsehe und eine Verlängerung ausgeschlossen sei, was inzwischen jedoch widerlegt wurde.